# Кристијанстад арена
Кристијанстад арена је вишенаменска дворана са пратећим садржајима, смештена у граду Кристијанстад, Шведска, предвиђену за одржавање спортских, културних, пословних и забавних манифестација. Први радови започети су 26. фебруара 2009, а радови су завршени 29. септембра 2010. Свечана инаугурација обављена је 15. октобра исте године.
Максималан капацитет је 5.500 особа на концертима, а при спортским манифестацијама 5.000 особа. Кристијанстад арена је била једна од осам дворана у којима се играло СП у рукомету 2011. године.